# Toba (Mie)
Toba (鳥羽市 -shi) é uma cidade japonesa localizada na província de Mie.
Em 2003 a cidade tinha uma população estimada em 24 301 habitantes e uma densidade populacional de 225,26 h/km². Tem uma área total de 107,88 km².
Recebeu o estatuto de cidade em 1 de Novembro de 1954.

## Educação
- Faculdade Nacional de Tecnologia Marítima de Toba é uma das cinco faculdades de tecnologia marítima do Japão e oferece programas de marinha mercante, como oficial de convés, engenharia naval e outros programas avançados relacionados à educação marítima.[1]